# Општина Корбиј Мари (Дамбовица)
Корбиј Мари (рум. Corbii Mari) општина је у Румунији у округу Дамбовица.
Oпштина се налази на надморској висини од 146 m.